# Anna Karénine (film, 1927)
Pour les articles homonymes, voir Anna Karénine (homonymie) et Love.
Pour plus de détails, voir Fiche technique et Distribution.
Anna Karénine (titre original : Love) est un film américain d'Edmund Goulding sorti en 1927.

## Synopsis
Un soir de tempête de neige, le comte russe Vronsky, aide de camp du Grand Duc, fait la connaissance d'une femme à la fois mystérieuse et magnifique. Comme ils ne peuvent rejoindre Saint-Pétersbourg, ils passent la nuit dans une auberge et Vronsky tente de la séduire, de force, mais elle le repousse froidement.
Quelque temps plus tard, lors d'une réception organisée chez lui par le député Karénine, Vronsky est présenté à l'épouse de celui-ci, Anna. C'est la femme de la nuit glaciale: il essaie alors de se faire pardonner son comportement déplacé, ce qu'elle concède finalement. Anna a un jeune fils, Sergei, pas encore adolescent, avec qui elle partage un amour mère-fils fusionnel.
Une passion se développe naturellement entre Anna et Alexei Vronsky, ce qui commence à se savoir dans l'aristocratie de Saint-Pétersbourg, tout pour déplaire au mari.
Anna choisit l'amour avec un grand A et le comte et part avec lui trois mois voyager en Europe. Elle ne peut cependant oublier son fils et en souffre énormément. Alexei s'en rend compte, même s'il en est jaloux. Ils retournent en Russie.
Anna désire revoir son fils mais son mari l'en empêche: il a même fait croire à leur fils que sa maman est morte. Finalement, elle arrive à le rencontrer et leurs sentiments sont toujours aussi forts. Monsieur Karénine apparaît et fait partir sa femme.
Le Grand Duc serait prêt à réintégrer Vronsky dans son état-major mais l'opprobre sur le comte est encore importante. Anna s'engage auprès du Grand Duc à ne plus jamais revoir son amant puis elle encourage Alexei à aller se présenter au maître de céans. Elle quitte alors la ville. Vronsky est réintégré dans l'armée.
Pendant trois années, les amants ne se revoient plus mais Vronsky recherche éperdument Anna. Par hasard, il lit dans un journal un article sur le fils d'Anna, devenu cadet dans les troupes du Grand duc et va lui rendre visite. À cette occasion, il apprend que le père de Sergei est mort et qu'Anna rend visite tous les jours à son fils. Elle arrive à cet instant et le couple est enfin réuni.

## Fiche technique
- Titre : Anna Karénine
- Titre original : Love
- Réalisation : Edmund Goulding
- Scénario : Lorna Moon (adaptation, non mentionnée au générique), Frances Marion (continuité), Marian Ainslee et Ruth Cummings (intertitres), d'après le roman Anna Karénine de Léon Tolstoï
- Image : William H. Daniels
- Montage : Hugh Wynn
- Direction artistique : Cedric Gibbons, Alexander Toluboff
- Production : Edmund Goulding
- Société de production et de distribution : MGM
- Pays de production : États-Unis
- Genre : Mélodrame
- Durée : 82 min
- Format : noir et blanc - film muet
- Date de sortie :
  - États-Unis : 29 novembre 1927

## Distribution

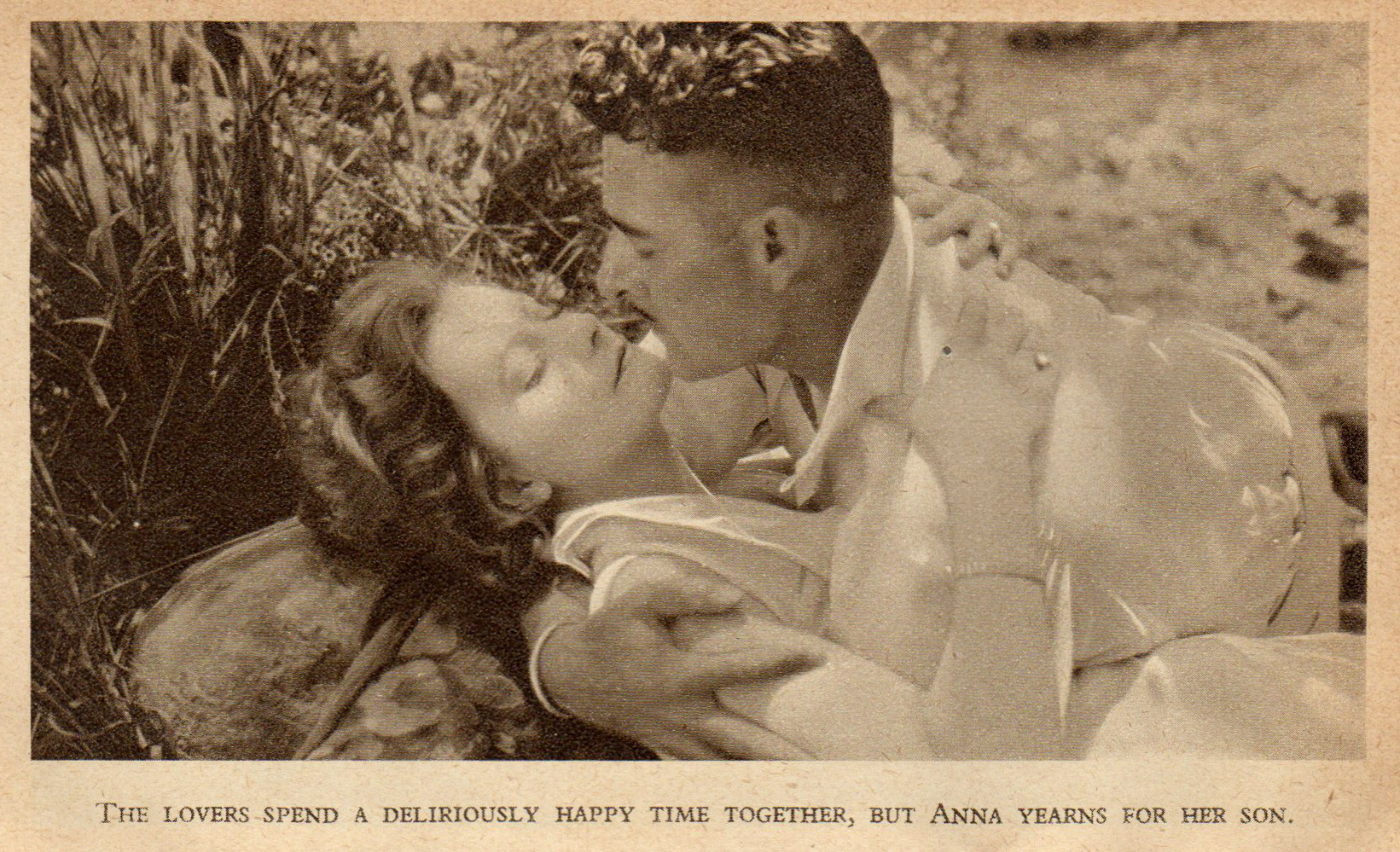
Greta Garbo et John Gilbert dans une scène du film.

- John Gilbert : capitaine, Comte Alexei Vronsky
- Greta Garbo : Anna Karénine (Karenina)
- George Fawcett : le Grand Duc Michel
- Emily Fitzroy : la Grande Duchesse
- Brandon Hurst : Alexei Karénine
- Philippe De Lacy : Sergei Karénine

Et, parmi les acteurs non crédités :
- Mathilde Comont : Marfa
- Edward Connelly : Prêtre
- Carrie Daumery : Douairière

## Autour du film

### Quelques remarques générales
- Il s'agît d'une adaptation très libre du roman de Tolstoï. Dans celui-ci, pas de rencontre dans une auberge, pas de Grand-Duc, pas non plus de relation fusionnelle mère-fils, même si la séparation d'avec Serguei est une déchirure pour Anna. À la fin du livre, Serguei n'est encore qu'un enfant, qui ne peut donc pas être cadet de troupe. Mais surtout, Alexis Karénine ne meurt pas, Vronsky et Anna ne se séparent pas et Vronsky n'est pas réintégré dans l'armée. Au contraire, ils vivent ensemble pendant un an, Anna est mise au ban de la société et finit par se jeter sous un train. Le roman fait en outre une place considérable à un autre couple, celui de Kitti Chtcherbatsky et Constantin Levine, ce dernier étant une sorte de double de l'auteur.
- La MGM a profité des rumeurs qui couraient sur le couple Garbo-Gilbert pour lancer une campagne de publicité qui jouait sur un double sens en anglais : « Greta Garbo and John Gilbert in Love », c'est-à-dire « Greta Garbo et John Gilbert dans le film Love » (soit le titre original) ou Greta Garbo et John Gilbert amoureux (le sens de l'expression in love).

### Greta Garbo
- Avec John Gilbert, elle aura partagé 4 fois l'affiche : La Chair et le Diable (1926), Intrigues (1928), Anna Karénine (1927) et La Reine Christine (1933).
- En 1935, Garbo tournera de nouveau un Anna Karénine, sous la direction de Clarence Brown, avec Fredric March dans le rôle de Vronsky.